# 김민기 (야구인)
김민기(金敏基, 1977년 5월 19일 ~ )은 전 KBO 리그 LG 트윈스의 투수이자, 현재 코리아 드림 리그 저니맨 외인구단의 감독이다.

## 선수 시절

### LG 트윈스시절
1997년 덕수상업고등학교(現 덕수고등학교)를 졸업하고 1997년에 고졸우선지명을 받아 입단하였다. 입단 당시 150km/h대의 강속구로 기대를 받았으나 크고 작은 부상에 시달리며 주로 불펜 투수로 등판하다가 부상이 악화되어 1군에 올라오지 못하고 2010년 5월 26일에 방출되었다. 그 해 8월 당시 감독이었던 김성근의 부름을 받고 SK 와이번스 재활군에서 재활했으나, 어깨 부상이 심화되어 현역에서 은퇴했다.

## 야구선수 은퇴 후
설악고등학교, 덕수고등학교 야구부 코치를 거쳐 2019년부터 저니맨 외인구단의 감독으로 활동한다.

## 학력
- 서울남정초등학교
- 배명중학교
- 덕수고등학교